# ジョージ・ヴィリアーズ (初代バッキンガム公)
- ジョージ・ヴィリアーズ
- ジョージ・ヴィラーズ

初代バッキンガム公ジョージ・ヴィリアーズ（英: George Villiers, 1st Duke of Buckingham, KG, PC、1592年8月28日 - 1628年8月23日）は、イングランドの政治家、貴族。
ステュアート朝初代国王ジェームズ1世と第2代国王チャールズ1世の2代にわたって重臣として仕え、イングランドの国政を主導、海軍卿（在職：1619年 - 1628年）等の官職を歴任した。はじめ議会やプロテスタント勢力から人気のある政治家だったが、三十年戦争での敗戦が続いたため、批判を受けることが多くなり、1628年には議会から突き付けられた「権利の請願」を受け入れることを余儀なくされ、課税には議会の同意が必要であることや臣民の自由を侵害してはならないことを政府として再確認した。同年に暗殺された。

## 生涯

### 生い立ち
1592年8月28日、ジョージ・ヴィリアーズと2番目の妻メアリー（旧姓ボーモント）の三男としてレスターシャーのブルックズビーに生まれる。ヴィリアーズ家はフランス系の中産階級だった。
13歳の時に父が死去した。母は幼少期からジョージを廷臣にしたがっており、そのための修行でフランスへ留学させた。フランスには3年間留学したが、フランス語を完全にマスターできなかったほど学力では劣っていた。しかしこの留学中に社交術や乗馬、ダンス、フェンシングの腕前を上げることができた。

### 急速な昇進

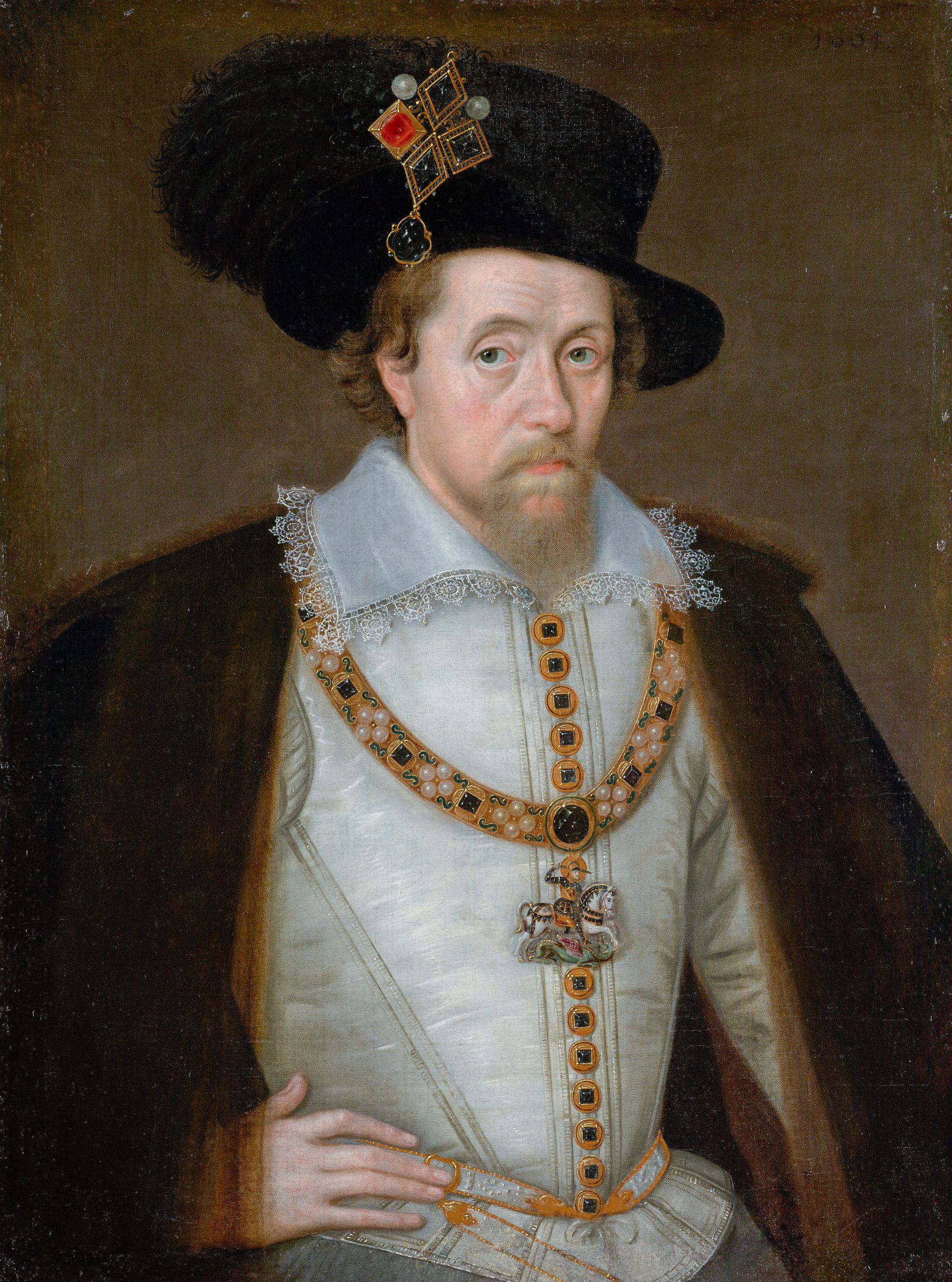
イングランド国王ジェームズ1世

1612年にイングランドへ帰国し、1614年夏に国王ジェームズ1世の引見を受けた。それをきっかけに王の寵愛を得るようになり、以降酌人として宮仕えするようになった。1615年には寝室侍従長に任じられるとともにナイトに叙される。1616年には北トレントの巡回裁判官（在職：1616年 - 1619年）、主馬頭（在職：1616年 - 1628年）やバッキンガムシャー知事（在職：1616年 - 1628年）などの官職を得る。また同年、ガーター勲章を受勲し、ヴィリアーズ子爵とワッドン男爵に叙された。1617年には枢密顧問官（PC）に列し、バッキンガム伯爵に叙される。1618年にはバッキンガム侯爵に叙される。1619年には海軍卿や南トレントの巡回裁判官となる。以降、海軍卿を主任務としつつ、内政や外交などあらゆる分野に影響力を及ぼすようになった。
海軍卿にはアルマダの海戦で名を馳せた初代ノッティンガム伯爵チャールズ・ハワードがいたが、老齢の彼には進行していた海軍の腐敗を止められず、世論の不満とそれによる枢密院の海軍調査が行われていた。海軍卿の役得収入を狙っていたヴィリアーズはそれに乗じ、1618年に枢密院が設置した査問委員会の海軍改革を口実にしてジェームズ1世を説得させ、翌1619年にノッティンガム伯を排除して自ら海軍卿に就任した。ヴィリアーズ本人は海軍に無関心だったが、査問委員会は海軍の腐敗と再建策を提言し将来の発展に向けた指標を立て、彼の死後海軍は組織改編を経て発展していった。
このヴィリアーズの短期間での急速な昇進の背景には君寵だけでなく、カンタベリー大主教ジョージ・アボット、国王秘書長官ラルフ・ウィンウッド、侍従長第3代ペンブルック伯ウィリアム・ハーバートら宮中内の改革派（プロテスタント強硬派）による後押しがあった。大蔵卿初代ソールズベリー伯ロバート・セシルが死去した後、宮廷は親カトリック・親スペインのハワード家が取り仕切っており、国王寵臣の初代サマセット伯ロバート・カーもハワード派だったため、プロテスタント派はこれを警戒してヴィリアーズをサマセット伯に代わる国王寵臣に仕立て上げたがっていた。また1610年にソールズベリー伯が提案した財政改革案「大契約」が議会から否決されて以降、王庫の財政は危機的状況に瀕していた。1614年に議会が再招集されたが、国王秘書長官ウィンウッドが議会対策に不慣れなうえ、政府内でも財政改革案について意見が分裂していたため、政府と議会の和解が難しい情勢になっていた。そうした中でジェームズ1世が、議会からの財政援助をあきらめて持参金だけを目当てにカトリックのスペイン王室との婚姻に動く恐れがあり、ヴィリアーズにはそれを阻止する役割も期待されていた。
ヴィリアーズはその期待に十分にこたえ、国王を大蔵卿初代サフォーク伯トマス・ハワードら親スペイン派から引き離したばかりか、1618年にはサフォーク伯を失脚にまで追い込んでいる（サマセット伯も君寵をヴィリアーズに奪われ、殺人容疑で逮捕され失脚）。またこの時期にジェームズ1世の勧めでフランシス・ベーコンから政治指南を仰ぎ、イングランドの政治・宗教・経済・外交など多岐にわたる分析・対策を教えてもらったが、バッキンガム侯爵にまで叙せられたヴィリアーズは王の寵愛を当てにして政治を行う方を選んだため、ベーコンのイングランド指南を十分に学べなかった。このため身内贔屓による派閥形成に走り、彼に推挙された人々が宮廷や政府の要職を独占したため有力貴族の反感を買い、国政に関与出来なくなった地方の有力者は議会でバッキンガム侯が牛耳る中央政府と対決することになる。バッキンガム侯が推挙した人物には大法官に出世したベーコンと大蔵卿ミドルセックス伯爵ライオネル・クランフィールドなど優秀な人材もいたが、彼らは後にバッキンガム侯に見捨てられる羽目になる。
1621年1月に召集された議会で独占権に対する批判が上がると、身内に独占権を与え議会の批判対象になっていたバッキンガム侯はベーコンから独占権廃止で支持を獲得することを助言されたが聞き流し、逆にベーコンをスケープゴートにし収賄罪で罷免に追い込んだ。ジェームズ1世もバッキンガム侯を守るためベーコン失脚に一役買った。

### スペイン渡航
ジェームズ1世は、ヨーロッパ大陸で発生した三十年戦争への参戦に消極的だったが、スペインに占領されたプファルツの原状回復には前向きだった。しかし1621年に召集された議会はその費用を認めなかったので実施は不可能だった。そんな中皇太子チャールズ（後のチャールズ1世）は自分とスペイン王女マリア・アナの婚約話を進めることで、持参金としてプファルツ回復をスペイン王フェリペ3世に認めさせることを考えた。バッキンガム侯も次期国王への影響力を確保しようという意図からチャールズのこの構想を支持した。
1623年2月、チャールズ皇太子とバッキンガム侯は国王に相談することもなく独断でスペイン・マドリードへ渡った。2人は半年間マドリードに滞在してスペインと交渉にあたったが、外交経験が無い2人は相手の交渉引き延ばし工作に乗せられ、フェリペ3世の息子でマリアの兄フェリペ4世はイングランドと結ぶ気はなく、側近のオリバーレス伯公爵ガスパール・デ・グスマンからはチャールズ皇太子のカトリック改宗とイングランドの反カトリック法撤廃を要求されたため、交渉は頓挫した。プファルツ回復を持参金とする確約も得られず、2人は何の成果の無いまま9月に帰国の途に就いた。しかしこのスペイン訪問でバッキンガム公はスペインの狙いがイングランドとの交渉を長引かせてイングランドを三十年戦争の枠外に置いておくことだと見抜いた。そのためこれ以降のバッキンガム公は反スペイン派の筆頭に転じた。
スペイン滞在中の1623年5月にバッキンガム公爵に叙されている。

### 議会で人気が高まる
1624年2月に召集された議会において、バッキンガム公は反スペイン派の英雄として称賛された。議会は用途をスペインとの戦争に限るという条件付きで30万ポンドの課税を許可した。ただ議会の多数派はエリザベス時代と同じく対カトリック戦争を想定し、戦術も私掠船による海上決戦を志向したのに対し、バッキンガム公はあくまでプファルツ回復とハプスブルク君主国拡大阻止のみを目的とし、そのためにはプロテスタント諸国だけではなくカトリックのフランスとも同盟を結ぶ必要があると考えていた。
もっとも今会期の議会の最大の焦点は外交問題ではなく、大蔵卿ミドルセックス伯の財政改革への批判であった。宮廷内の最大派閥の指導者となっていたバッキンガム公も今や既得権益を守る立場に転じ、財政改革に否定的になっていたため、議会のミドルセックス伯糾弾に加わった。国王はミドルセックス伯を擁護したが、それもむなしく、伯爵は収賄罪を犯したとされてロンドン塔へ幽閉され、失脚した。これについて国王は「スティーニー（バッキンガム公の渾名）よ、お前は何と言う馬鹿者だ。お前はすぐにこの愚行を後悔する時が来るだろう。人気に溺れてお前は将来自分を叩く鞭を自分でこしらえたのだ」とつぶやいたという。

### フランスとの同盟

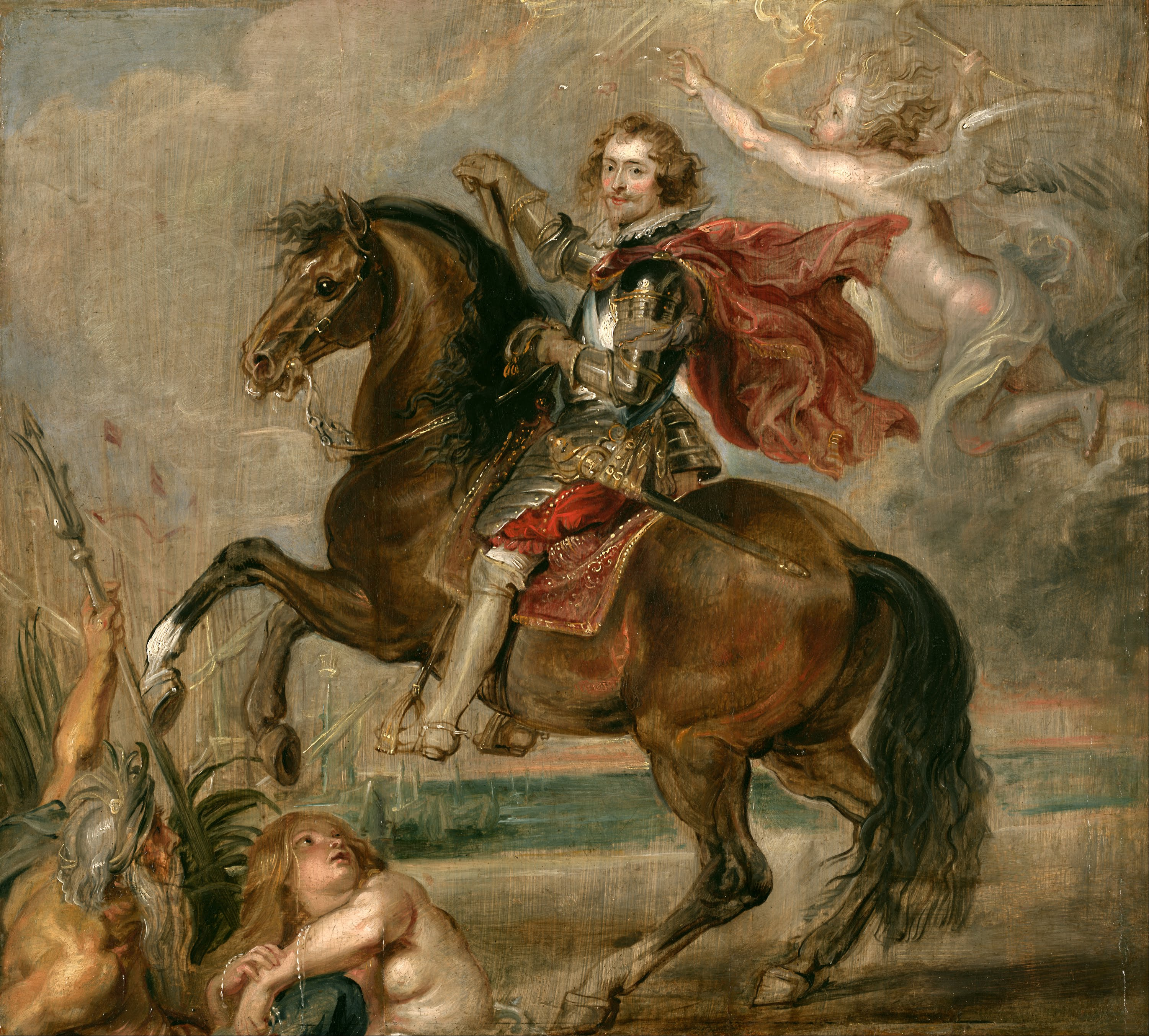
バッキンガム公の肖像画（1625年、ピーテル・パウル・ルーベンス画）

1624年中にフランス宰相リシュリューと交渉したが、スペインの時と同じく相手に交渉の主導権を握られ、譲歩を重ねたバッキンガム公はチャールズ皇太子とフランス王女（アンリ4世の娘でルイ13世の妹）アンリエットの婚約を成立させ、フランスがスペインとの戦争に協力する見返りにイングランドの反カトリック法を緩和することを約束した。
ところが、反スペイン機運の高まるイングランドでは逆にカトリックを弾圧すべきとの意見が強まっていたため、反カトリック法緩和を議会に認めさせるのは不可能であった。バッキンガム公は止む無くチャールズの家庭内だけでカトリックに寛容な態度を取るということで妥協を図ろうとしたが、これをきっかけに二枚舌と批判されるようになり、バッキンガム公人気が低下しはじめた。おまけに1624年末に英仏軍事同盟の締結に伴って大陸へ派遣された遠征軍も疫病で自滅したため英仏同盟も不安定になっていった。
ジェームズ1世が亡くなりチャールズ1世が即位した2ヶ月後の1625年5月にバッキンガム公はアンリエットを迎えに訪仏したが、フランス王ルイ13世はもはや英仏同盟に乗り気ではなくなっていたらしく、祝典を欠席している。またこの訪仏の際にバッキンガム公は、ルイ13世の不在をいいことにフランス王妃アンヌと恋愛騒動を起こして問題となった。

### 議会での人気の急落

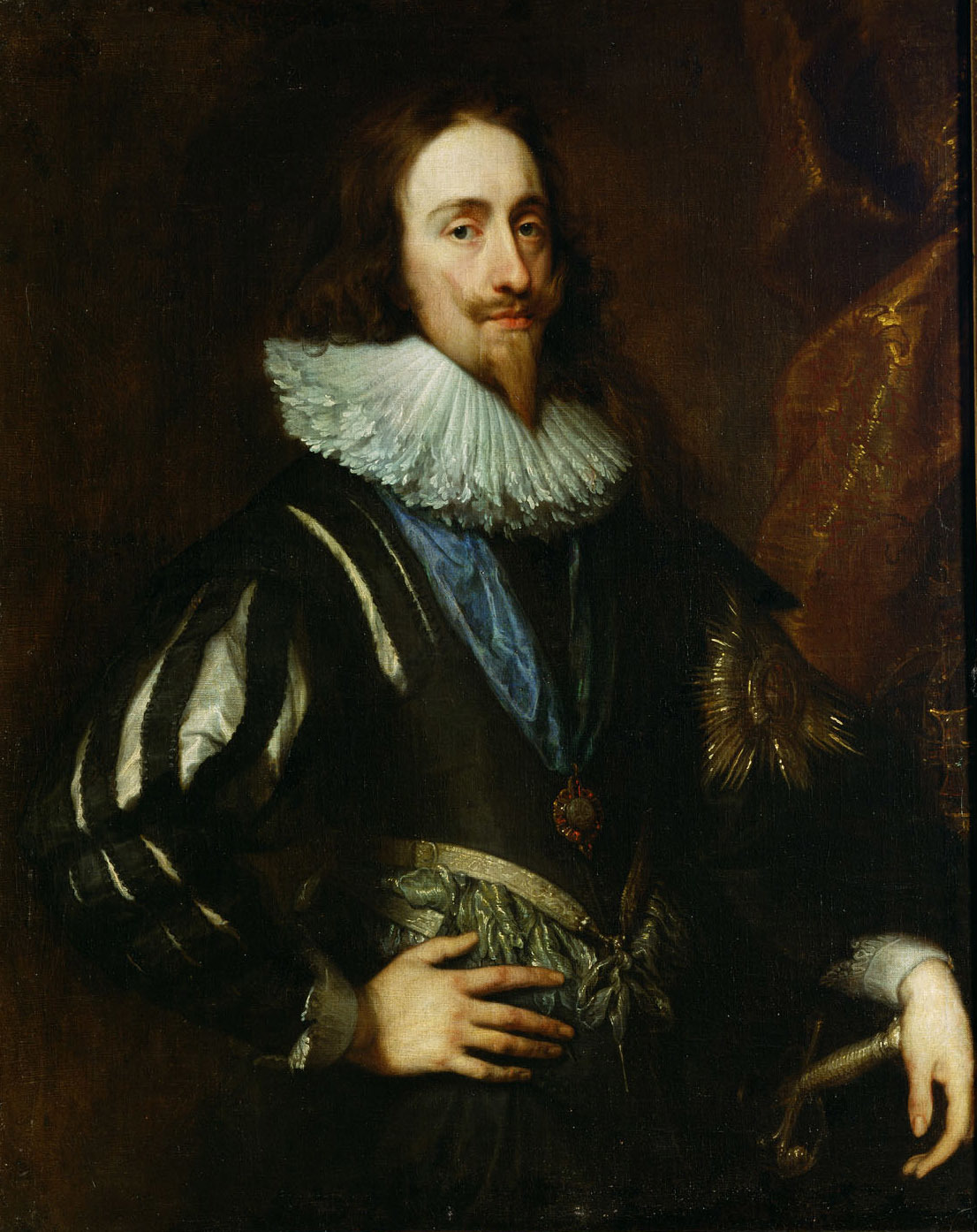
イングランド王チャールズ1世

1625年3月に即位したチャールズ1世のもとでも寵臣として権勢をふるい続けたが、同年6月に召集された議会では税制問題やプファルツ奪還作戦の失敗、国王がアルミニウス主義を奉じていることなどについて宮廷（特にその中心人物であるバッキンガム公）批判が高まった。
バッキンガム公はそうした批判を懐柔しようと、10月に議会が志向するスペインとの海上決戦を目指して宣戦布告（英西戦争）、カディス遠征を実施したが敗北した。これはバッキンガム公の無能さというより、軍艦の技術が高くなりすぎて武装商船では対抗できなくなっていたことが原因だった。つまり議会が志向する海上決戦の構想自体がもともと無理があったのだが、議会はそれを斟酌せず、バッキンガム公批判を強めた。ただし遠征艦隊や首脳陣に問題があったことも確かで、チャールズ1世が艦隊へ宛てた命令書は攻撃目標が曖昧で、弾薬・糧食不足で準備も出来ていない、翌1626年に召集された議会が遠征に失敗した艦隊司令長官を非難すると、バッキンガム公とチャールズ1世が握り潰して議会を解散するなど、遠征失敗を誤魔化す姿勢が浮き彫りになった。
また当時のイングランドではフランスがイングランドから借りた軍艦をユグノー（フランスのプロテスタント）弾圧に使ったために反仏世論が高まっていた。国王とバッキンガム公もフランスがスペインと積極的に戦おうとしないことに苛立っていたので1625年末に至って外交方針を転換し、イングランドがプロテスタント同盟の盟主となる路線、すなわちオランダと同盟を結んでフランスのユグノーを援助することを決定した。

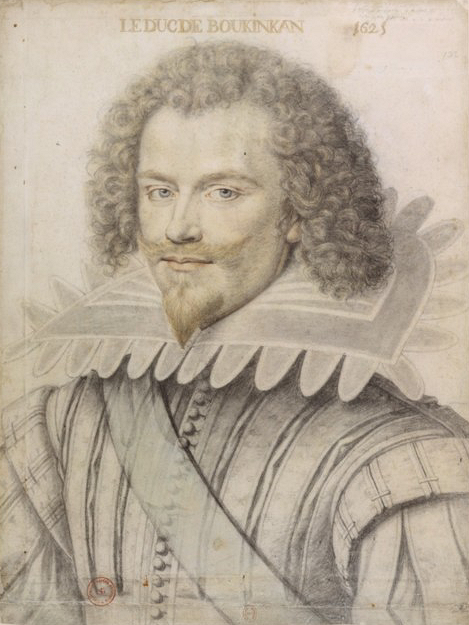
バッキンガム公の肖像画（1625年、ダニエル・デュモンスティアー画）。

この路線はプロテスタント強硬論に立つ議会多数派が従来から主張していたものであるから、国王としては当然議会からの支持が得られるものと踏んで、対スペイン戦争の財政援助を求めるべく議会を招集した。ところが国王とバッキンガム公の予想に反し、翌1626年2月に召集された議会は反バッキンガム公派の議員が多数選出された。反バッキンガム公ムードの高まりの中、かつてはバッキンガム公支持派だったサー・ジョン・エリオット議員の主導でバッキンガム公の罷免を求める弾劾が行われた。エリオットはその中で「バッキンガム公の高慢で広範囲にわたる圧政は人間ばかりではなく、法や国家にも及んでいる。陛下の意向、公にされる指令、制定法、枢密院会議の決定、法廷での判決、そのどれもがバッキンガム公の意志に従属させられている」と恣意的統治を批判し、またバッキンガム公が権力濫用して公金を横領しているとして「陛下にとっては財産を湯水のごとく使い果たす国庫に巣くう害虫であり、国にとっては不正を優先させ、善行を妨げる滋養分を吸い取る蛾のような存在」と罵倒した。これに対してバッキンガム公は「私の心が国への奉仕から離れているとしたら、私は最大の忘恩の徒でありましょう」と弁明した。
こうした議会での批判の高まりにもかかわらず、国王はバッキンガム公を擁護し続けた。国王は対スペイン戦争の補助金をあきらめ、バッキンガム公弾劾が貴族院で判決される前に議会を解散した。結局、6月までに庶民院から認められた特別税は20万ポンドで、必要額の三分の一にすぎなかった。
また議会開会中、国王とバッキンガム公は議会運営を円滑にしようとエドワード・コークやトマス・ウェントワースら反政府派の代表的な庶民院議員を庶民院議員との兼職を禁じられているシェリフに任じることで庶民院から排除したために反発を招いた。貴族院においても第21代アランデル伯爵トマス・ハワードや初代ブリストル伯爵ジョン・ディグビーらを議会活動から遠ざける処置をとったので、貴族院の怒りもかった。補助金を得られないばかりか、国王と国民代表の距離が広がっていることを顕在化させることになった。

### アルミニウス主義偏重

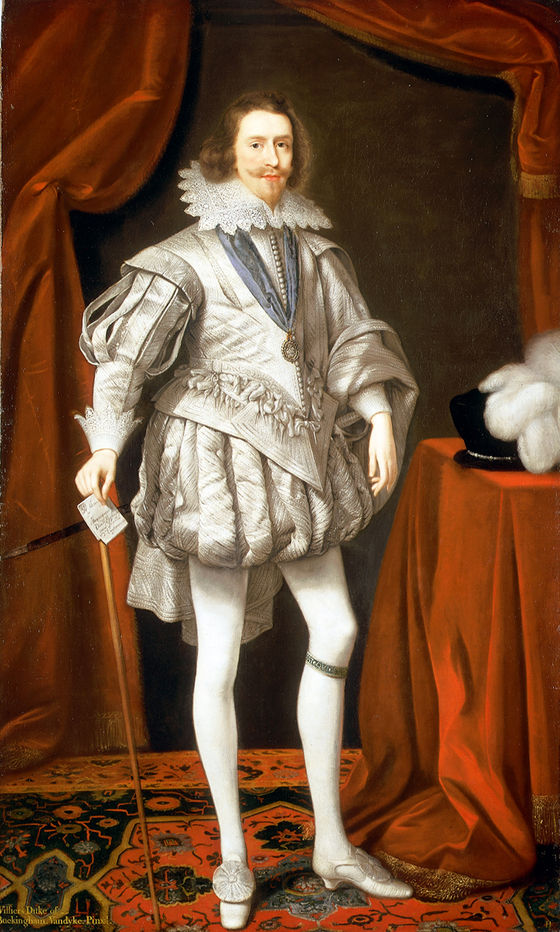
バッキンガム公の肖像画（1619年、ダニエル・マイテンス画）。

またバッキンガム公はアルミニウス主義への接近もやめようとはしなかった。アルミニウス主義は1563年にイングランド国教会が採択したカルヴァン主義の予定説（救いは人間の行いに関係なく、神の一方的意思によって、しかも世界創造の時点で予定されていた者にだけ与えられるとする説）を批判して人間の意志を強調したプロテスタントの一宗派だが、聖職者の権限は直接神に由来するとし、また聖礼典など儀式の重要性を説いて教会を外面的に美化してその威厳を示すことに努めたため、強硬なプロテスタント・カルヴァン主義者であるピューリタンたちからは、教義と儀式重視によってカトリック回帰を狙っていると批判されていた。
1626年に私邸ヨーク・ハウスでアルミニウス主義者とカルヴァン主義者の会談を設定したが、この席上、初代セイ＝シール子爵ウィリアム・ファインズとコークからドルトムントの宗教会議で宣言されたカルヴァン主義をイングランド国教会に受け入れるよう求められたのに対して、バッキンガム公は「否、否。そんなものは必要ない。我々はそんな会議とは無関係だ」と答えたという。さらにバッキンガム公はアルミニウス主義者と目されていた聖職者を積極的に国教会の要職に登用した。とりわけウィリアム・ロードを重用し、自らの宗教政策の顧問とするようになった。バッキンガム公のそうした態度はピューリタンから強い憎しみを招くことになった。

### ラ・ロシェル包囲戦の敗北
1627年3月にフランスがスペインと和解し、国内のユグノー弾圧を強化するようになった。これに反発したバッキンガム公はフランス宰相リシュリューの失脚を狙って同年6月からフランスの都市ラ・ロシェルのプロテスタントを支援すべく出兵したが、フランス軍にサンマルタン要塞に籠城され、イングランド軍はそこを陥落させられず、11月に撤退に追い込まれた（ラ・ロシェル包囲戦）。この惨敗によりバッキンガム公批判が一層激しくなった。庶民院反政府派のウェントワースはこの敗戦について「これほどの恥辱はかつてなかった」と批判したが、国王は相変わらずバッキンガム公を擁護し続けた。

### 「権利の請願」
財政は苦しくなる一方で1627年末にはこれ以上の戦争継続が困難となった。政府は王領地を売却して債務を整理しつつ、強制借用金徴収と軍隊宿泊強制で乗り切ろうとしたが、この処置は「議会の同意のない私有財産権侵害」と批判されて反対運動を巻き起こし、議会の招集が求められた。
その間もラ・ロシェルのユグノーは危機的状況に陥っており、イングランドの大規模な援軍がなければ崩壊は避けられない状況だった。こうした中、バッキンガム公も枢密院多数派も反政府派と和解して議会を招集する以外に道はないことを国王に進言した。
一方反政府派は国王による強制借用金に反対してその支払いを拒絶する運動を開始していた。政府は運動の中心人物らを逮捕したが、裁判所は裁判の中で国王による強制借用金を合法とは認めなかった。これに不満を抱いた法務次官が判決を勝手に改竄して裁判所が強制借用金を合法と判決したかのように見せかけた。
1628年3月に召集された議会は、法務次官による判決の改竄に驚愕し、「イングランド人の自由が恣意的課税・恣意的逮捕によって脅かされようとしている」という意識を強めるに至り、改めて臣民の自由を確認する法律を制定する準備を開始した。財政的困窮を深める国王とバッキンガム公としては議会と対立するわけにはいかず、特別税を議会が承認することと引き換えに議会が求める「権利の請願」を認めることとなった。「権利の請願」は、議会の同意なき課税の禁止、恣意的逮捕からの臣民の自由、軍隊強制宿泊の禁止、民間人への軍法適用禁止などを内容とする。内容的にはすでに明文化されていた臣民の権利の再確認に過ぎなかったが、臣民からは広く歓迎され、ロンドンではお祭り騒ぎになったという。
さらに庶民院は「災いと危険の原因はバッキンガム公への権力集中と濫用にある」としてバッキンガム公に対する抗議書の作成を開始したが、国王はバッキンガム公を護るためにその前に議会を停会した。

### 暗殺

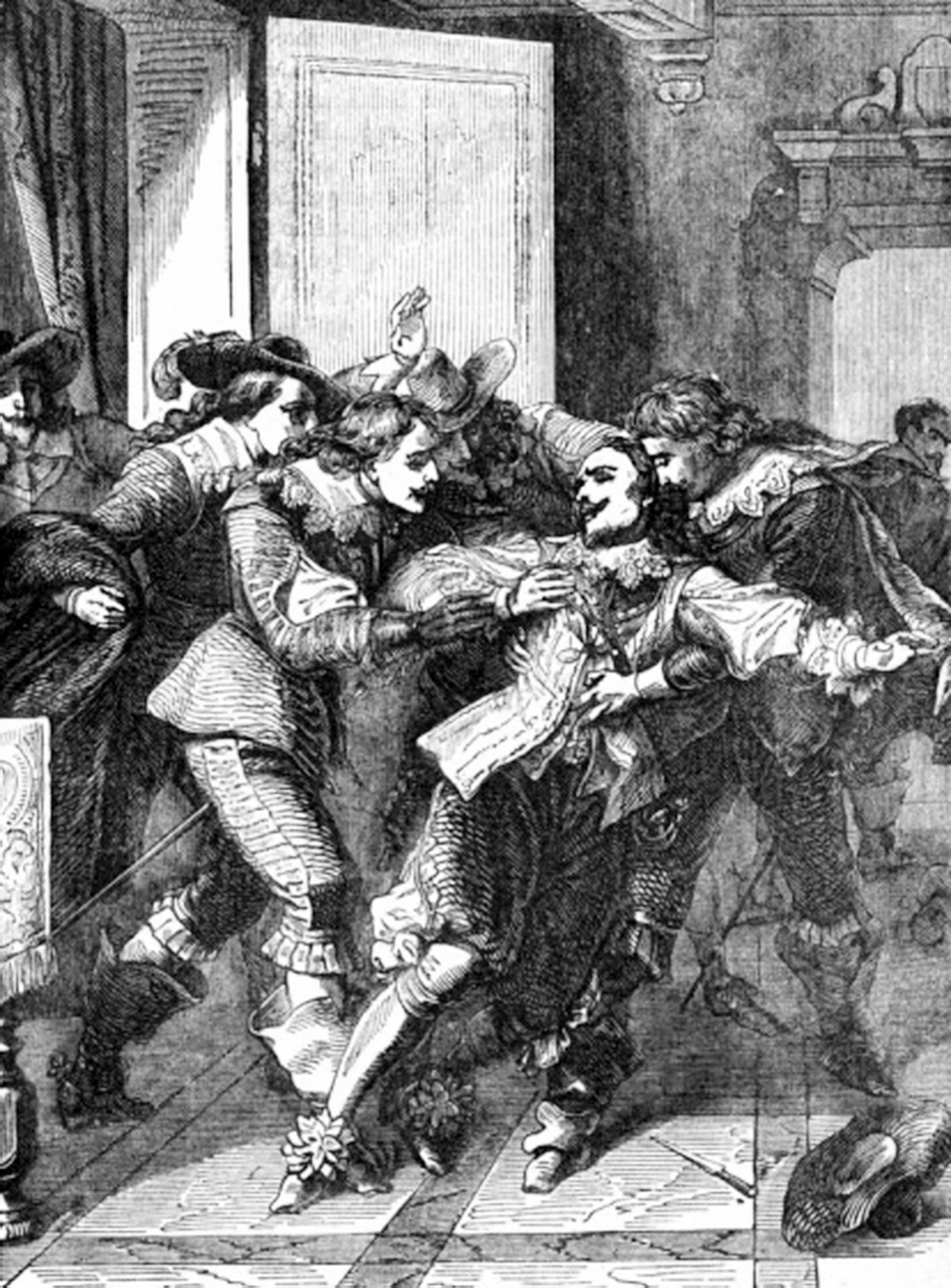
暗殺されたバッキンガム公を描いた絵画（1865年ジョン・カッセル画）

「権利の請願」を認めたことで議会から多額の補助金を手に入れたバッキンガム公は再びラ・ロシェル遠征を開始しようとしたが、1628年8月23日にポーツマスで遠征準備中にイングランド軍将校ジョン・フェルトンに暗殺された。バッキンガム公の遺体はウェストミンスター寺院に埋葬された。フェルトンは11月29日にタイバーンで絞首刑に処された。
バッキンガム公暗殺のニュースはロンドンの民衆から歓喜の声をもって迎えられたという。バッキンガム公は悪評にまみれていたが、世慣れた政治家の面があり、晩年には戦争反対派のリチャード・ウェストンを大蔵卿に任命したり、アボット、アランデル伯、ウェントワースなどにも和解の意志を示していた。また宗教政策もカルヴァン主義との関係を回復させて柔軟路線に改めようとしつつあった。
バッキンガム公の死後、チャールズ1世の周りから世慣れた政治家は消えた。チャールズ1世は1629年にフランス、1630年にスペインと和睦して三十年戦争から離脱したが、ロードやウェントワース（初代ストラフォード伯爵に叙された）といった側近に支えられて、1629年から1640年にかけて議会を全く招集しないという親政体制を敷いた。この親政体制は「ロード＝ストラフォード体制」と呼ばれ、イギリス史上とりわけ悪名高い体制である。1640年から再び議会が招集されるようになり、親政には終止符が打たれたが、そのころには国王と議会の亀裂は根深くなっており、清教徒革命を経て王政廃止を招来することになる。

## 栄典

### 爵位
1616年8月27日に以下の2つの爵位を新規に叙された。
- バッキンガム州におけるワッドンの初代ワッドン男爵 (1st Baron Whaddon, of Whaddon in the County of Buckingham)
(勅許状によるイングランド貴族爵位)
- 初代ヴィリアーズ子爵 (1st Viscount Villiers)
(勅許状によるイングランド貴族爵位)

1617年1月5日に以下の1つの爵位を新規に叙された。
- 初代バッキンガム伯爵（英語版） (1st Earl of Buckingham)
(勅許状によるイングランド貴族爵位)

1617年3月14日に上記3つの爵位について自身の男系男子に次いで、同母兄弟ジョン・ヴィリアーズとクリストファー・ヴィリアーズの男系男子への継承が認められる。
1618年1月1日に以下の1つの爵位を新規に叙された。
- 初代バッキンガム侯爵 (1st Marquess of Buckingham)
(勅許状によるイングランド貴族爵位)

1623年5月18日に以下の2つの爵位を新規に叙された。
- 初代バッキンガム公爵 (1st Duke of Buckingham)
(勅許状によるイングランド貴族爵位)
- 初代コヴェントリー伯爵（英語版） (1st Earl of Coventry)
(勅許状によるイングランド貴族爵位)

1627年8月27日にバッキンガム公爵位とコヴェントリー伯爵位について男系男子に次いで、娘メアリー・ヴィリアーズの男系男子に継承が認められる。

### 勲章
- 1616年7月7日、ガーター騎士団ナイト（KG）[1]

### 名誉職その他
- 1617年2月4日、枢密顧問官（PC）[1]

## 家族

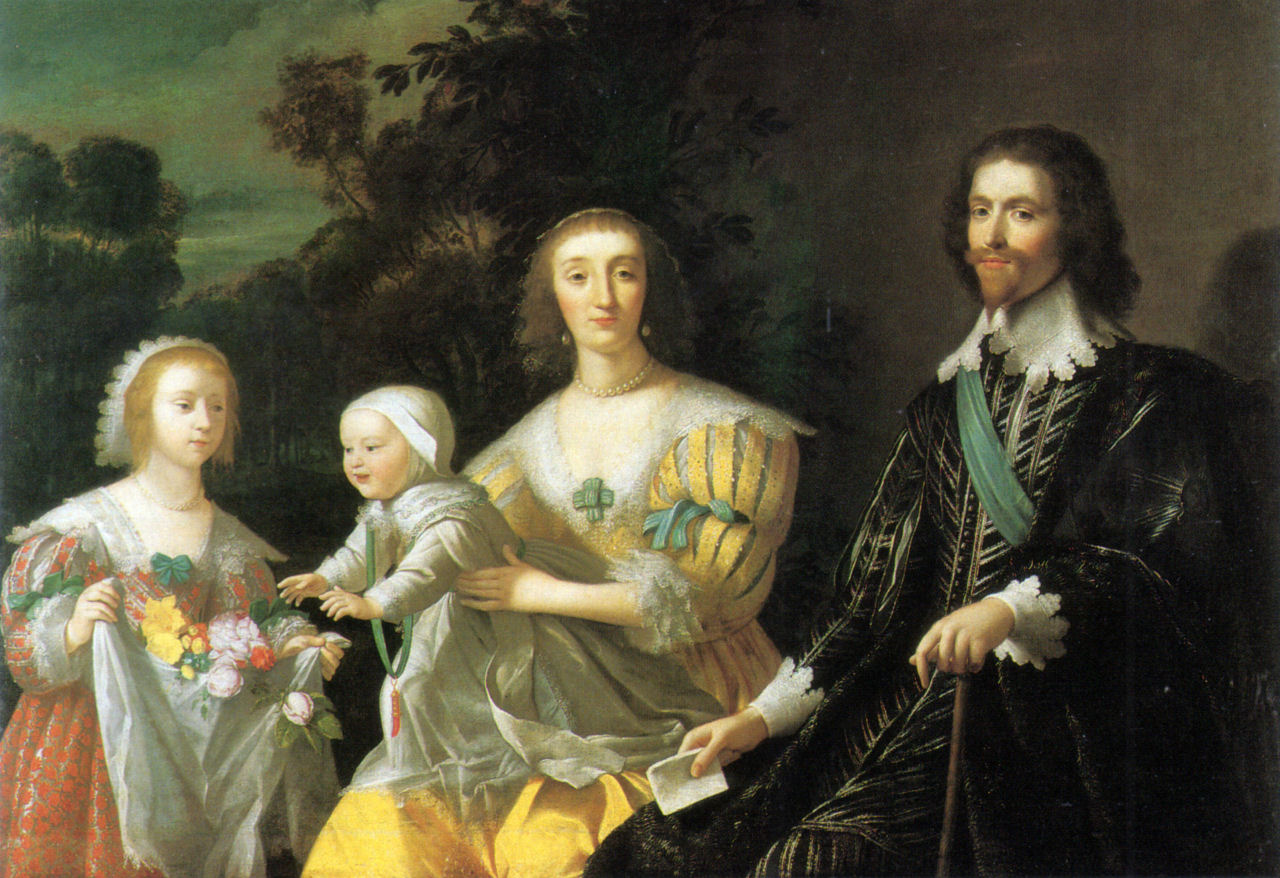
バッキンガム公と家族を描いた絵画（ヘラルト・ファン・ホントホルスト画）

1620年に第6代ラトランド伯爵フランシス・マナーズの娘キャサリン・マナーズと結婚し、彼女との間に以下の4子を儲けた。
- 第1子（長女）メアリー（英語版）（1622年 - 1685年）：はじめハーバート卿チャールズ・ハーバート（第4代ペンブルック伯フィリップ・ハーバートの長男）と結婚、ついで第4代レノックス公爵兼初代リッチモンド公爵ジェイムズ・ステュワートと再婚。
- 第2子（長男）チャールズ（1625年 - 1627年）：早世
- 第3子（次男）ジョージ（1628年 - 1687年）：第2代バッキンガム公
- 第4子（三男）フランシス（1629年 - 1648年）：早世

ヴィリアーズ家はバッキンガム公以外にも栄達した人物が多く、同母弟クリストファーはアングルシー伯に叙任、異母兄エドワードの孫で又姪に当たるバーバラ・パーマーはチャールズ2世の愛人の1人として権勢を振るいクリーヴランド公に叙爵された。バーバラの従弟エドワードはジャージー伯に叙任、エドワードの妹エリザベスはチャールズ2世の甥ウィリアム3世の愛人となった末に遠縁のオークニー伯ジョージ・ダグラス＝ハミルトン（同母姉スーザンの曾孫）と結婚、ジョージは後にイギリスの陸軍元帥になった。

## 地名に見るヴィリヤーズ
1620年代、ヴィリアーズはヨーク・ハウスという邸宅を所有していた。この建物はイングランド内戦後も残り、長男で同名の第2代バッキンガム公ジョージ・ヴィリアーズにより1672年に3万ポンドで売り払われた。この周辺には、バッキンガム公にちなんでジョージ通り、ヴィリアーズ通り、デューク通り、バッキンガム通りという地名が残った。

## 人物・評価
歴史家のバッキンガム公の評価はことごとく低い。19世紀の歴史家ガードナーは「我が国における、いや世界中を見渡しても、最も無能な政治家の一人として位置づけなければならない」と言い切る。しかしバッキンガム公が有力貴族との血のつながりもなく、一介のジェントリの子弟から公爵まで成り上がり、度重なる失政や議会の批判にもかかわらず、約10年に渡って失脚することなく権力の座にあり続けた事実は、彼が全く無能な政治家だったわけではないことを証明している。君寵を得ても短期間で失脚した政治家は大勢いるからである。
バッキンガム公は自らの地位が国王の寵愛に依存していることを自覚しており、国王の意向や好み、願望を鋭い嗅覚で嗅ぎ取るよう努め、国王と寝ることもいとわなかった。エリザベスの寵臣第2代エセックス伯ロバート・デヴァルーのように王の意志に逆らって機嫌を損ねるような真似は決してしなかった。またバッキンガム公は自分を守るための党派を形成することを他の寵臣たち以上の規模で行うことにも成功した。そこにも彼の政治家としての力量が見える。ただバッキンガム公のこうした党派的行動は恩恵に預かることのできる者とできない者、中央と地方の亀裂を深め、それが革命への一因にもなったとみられている。

## フィクションの中のバッキンガム公

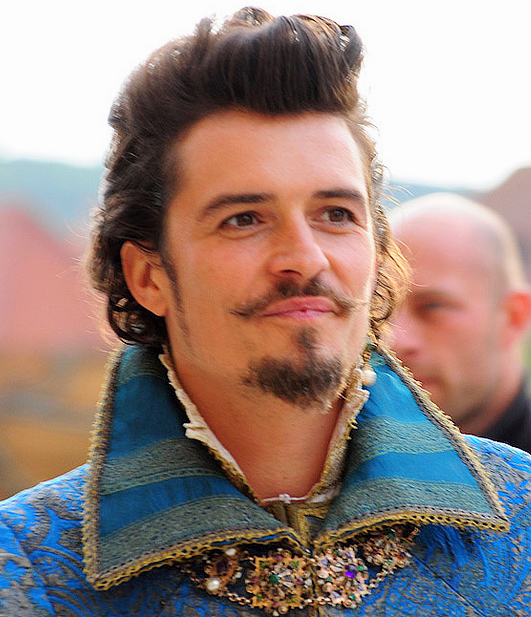
映画『三銃士/王妃の首飾りとダ・ヴィンチの飛行船』でバッキンガム公を演じるオーランド・ブルーム（2010年9月14日、ヴュルツブルク）

- アレクサンドル・デュマ・ペールの『三銃士』では、バッキンガム公はフランス王ルイ13世の妃アンヌ・ドートリッシュの恋人で、密会のために自国と交戦中であるフランスに極秘で侵入したりしている。バッキンガム公を亡き者にすればイギリスに勝利できると考えたリシュリュー枢機卿の密命を受けた工作員、妖女ミレディーに洗脳されたフェルトンに暗殺されたことになっている。
- アルトゥーロ・ペレス＝レベルテの『アラトリステ』では、スペインを訪問したバッキンガム公が主人公に暗殺されかけたことになっている。
- 1973年公開の映画『三銃士』ではサイモン・ウォード[57]、2011年公開の映画『三銃士/王妃の首飾りとダ・ヴィンチの飛行船』ではオーランド・ブルームがバッキンガム公を演じた[58]。